# Xavier Pompidou
Pour les articles homonymes, voir Pompidou.
Xavier Pompidou est un pilote automobile français né le 27 juillet 1972 à Meulan (Yvelines).

## Biographie
Vice-champion du Monde de Karting en 1990 à Jesolo, il gagne le Volant Elf et débute en sport automobile avec le soutien de Elf et Gitanes en intégrant la Filière Elf. Faute de moyens financiers suffisants, il oriente sa carrière en 1998, dès 26 ans, dans l'endurance en étant incorporé au championnat du monde Prototype I.S.R.S sur une Centenaire/Alfa-Romeo soutenu par ELF. Il signe son premier podium dès sa première participation aux 24 Heures du Mans en catégorie LMP1.
Pilote pour le programme usine Porsche avec Marc Lieb, ils remportent deux titres international d'endurance en GT en 2004 et 2005 et finissent vice champion en 2007. Xavier Pompidou participe à la création du Rebellion Racing en 2008 et 2009 avec un nouveau podium aux 24 Heures du Mans et un titre de vice-champion dans la catégorie LMP2 en Le Mans Series.
Il participe en 2010, 2011 et en 2012 au Championnat VdeV sur une Mosler MT900R puis Porsche 911 GT3 R (997) ainsi qu'au Blancpain Endurance Series toujours sur une Porsche 911 GT3 R,.
En 2011, il est inscrit au volant d'une Ferrari F430 de l'écurie Aten Motorsports mais il ne prend pas le départ de la course,.
Il produit et anime la rubrique Duel de Star dans l'émission Turbo sur M6.
Xavier Pompidou est double détenteur du diplôme supérieur d'État DE-JEPS d'entraineur karting et circuit.
Il travaille en tant que coach pour la Fédération Française du sport automobile auprès des juniors.
Xavier Pompidou a, par ailleurs, fondé une société, XP Developpment, dont les buts sont de faire progresser divers pilotes, du karting au pilote automobile amateur, possédant (ou pas) leurs propres voitures sur circuit, lors de Trackdays organisée. L'entreprise coache les pilotes ayant des ambitions sportives de haut niveau avec un accompagnement et un staff complet (préparation technique, physique et mentale, management et stratégie de carrière, négociation des contrats). L'entreprise organise plusieurs évènements autour du sport automobile.

## Palmarès
- 1990 : Vice-champion du monde de karting
- 1991 : Volant Elf sur le Circuit Bugatti du Mans
- 1998 : 12e des 24 Heures du Mans (2e des LMP1- Kremer CK8)[7],[8]
- 1999 : 3e du FIA GT à Miami (Chrysler Viper GTS-R)[9]
- 2001 : Vainqueur des 1 000 kilomètres d'Estoril (Porsche 911 GT3 RS (996))
- 2002 : Vainqueur des 1 000 kilomètres de Suzuka (Porsche 911 GT3 RS (996))
- 2004 : Champion Le Mans Series en catégorie GT2 (Porsche 911 GT3 RS (996)), 3e des 1 000 km de Suzuka (Honda NSX GT300)
- 2005 : Champion Le Mans Series en catégorie GT2 (Porsche 911 GT3 RS (996))
- 2007 : Vice-champion Le Mans Series en catégorie GT2, pilote officiel Porsche (Porsche 911 GT3 RSR (997))
- 2009 : 12e des 24 Heures du Mans (2e des LMP2 - Lola/Judd Rebellion)[1] et vice-champion Le Mans Series en catégorie LMP2 (Team Rebellion)

## Résultats aux 24 Heures du Mans
| Année | Voiture                   | Équipe             | Équipiers                                  | Résultat    |
| ----- | ------------------------- | ------------------ | ------------------------------------------ | ----------- |
| 1998  | Kremer K8/2 (en)-Porsche  | Kremer Racing      | Ricardo Agusta / Almo Coppelli             | 12e/2° LMP1 |
| 2000  | WR LMP-Peugeot            | Gérard Welter      | Jean-Bernard Bouvet / Stéphane Daoudi (de) | Abandon     |
| 2001  | Ascari A410-Judd          | Team Ascari        | Scott Maxwell / Klaas Zwart (de)           | Abandon     |
| 2005  | Porsche 911 GT3 RS (996)  | T2M Motorsport     | Jean-Luc Blanchemain / Yutaka Yamagishi    | Abandon     |
| 2006  | Porsche 911 GT3 RSR (996) | Sebah Automotive   | Christian Ried / Thorkild Thyrring         | Abandon     |
| 2008  | Lola B08/80-Judd          | Sebah Automotive   | Andrea Belicchi / Steve Zacchia            | Abandon     |
| 2009  | Lola B08/80-Judd          | Speedy Racing Team | Jonny Kane / Benjamin Leuenberger          | 12e/2e LMP2 |